# Rotdragning

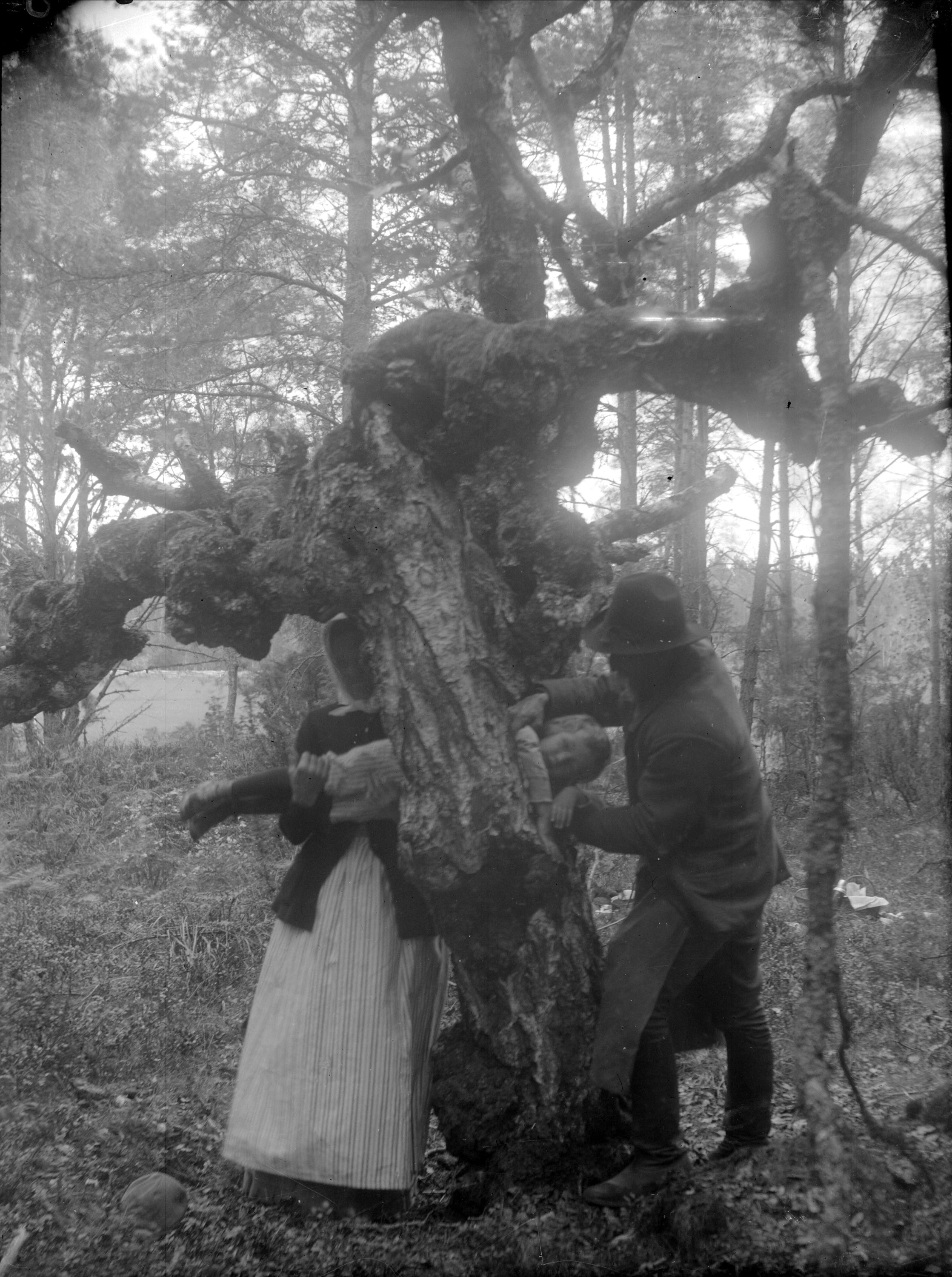
Smöjning/rotdragning i Uppland 1918.

Rotdragning är en ritual i svensk folktro där en person (oftast ett barn) skulle dras nio gånger genom en blottlagd rot på ett träd. Ritualen genomfördes på torsdagar med fullmåne och ansågs bota och förebygga sjukdomar.